# Montagnes russes à friction latérale
Les montagnes russes à friction latérale sont des montagnes russes en bois où la particularité réside dans les rails. La bande de roulement permet de supporter le poids du train mais la direction est assurée par des rails latéraux, d'où le nom de friction latérale. 

## Histoire
Ces montagnes russes sont devenues très rares. Roller Coaster DataBase en dénombre 87 dont seulement 6 sont encore en état de fonctionnement.

## Exemples

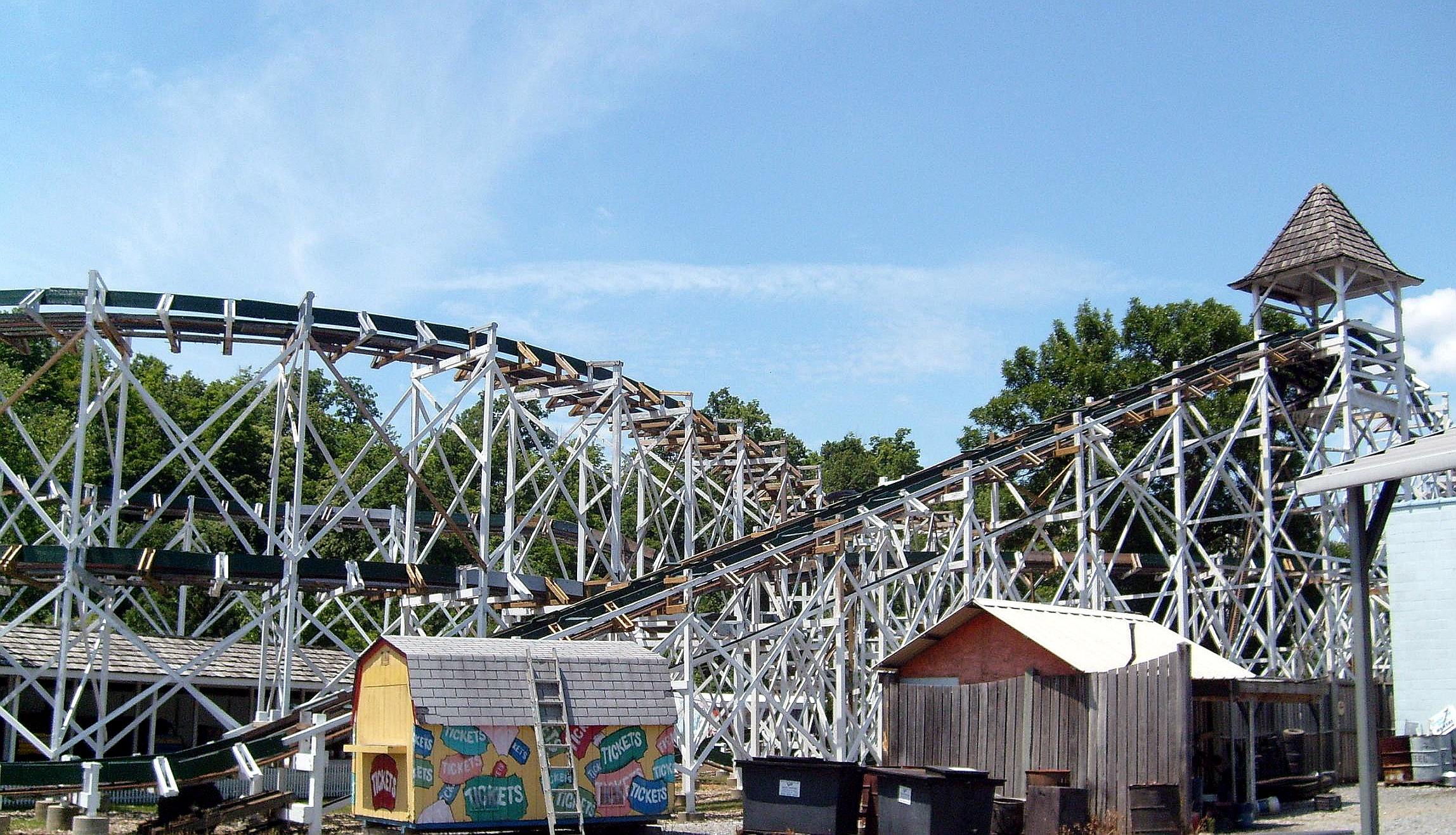
Leap The Dips à Lakemont Park.

Ces montagnes russes fonctionnent encore, sauf celles de Dreamland Margate détruites en 2008 par un incendie et de Vidámpark.
- Leap The Dips à Lakemont Park à Altoona, États-Unis, les plus vielles montagnes russes au monde encore en activité. Ouvertes en 1902, elles rouvrirent en 1999 après plusieurs années de fermeture.
- Scenic Railway à Luna Park en Australie. Les plus vieilles montagnes russes au monde à avoir fonctionné sans discontinuer, depuis 1912.
- Rutschebanen aux jardins de Tivoli, à Copenhague, au Danemark. Elles ouvrirent en 1914.
- Scenic Railway à Dreamland Margate dans le Kent, au Royaume-Uni. Ouvertes en 1920 et fermées en 2008 à la suite d'un incendie.
- Hullámvasút à Vidámpark à Budapest, en Hongrie. Construites en 1922, ouvertes en 1926 après avoir pris feu, elles étaient jusqu'en 2013, année de leur fermeture, les plus vieilles montagnes russes encore en fonction en Europe Centrale.
- Roller Coaster à Great Yarmouth Pleasure Beach à Norfolk, au Royaume-Uni. Ouvert à Paris en 1929, et déplacé à Norfolk en 1932.
- Rutschebanen à Dyrehavsbakken, au Danemark. Elles ouvrent en 1932.
- Hochschaubahn au Prater de Vienne, en Autriche. Ouvertes en 1950 pour remplacer l'original détruit pendant la Seconde Guerre mondiale.
- Vuoristorata à Linnanmäki, à Helsinki, en  Finlande. Ouvert en 1951. Dernières montagnes russes à friction latérales à avoir été construites et à être en état de fonctionnement.